# Oliver Gassmann

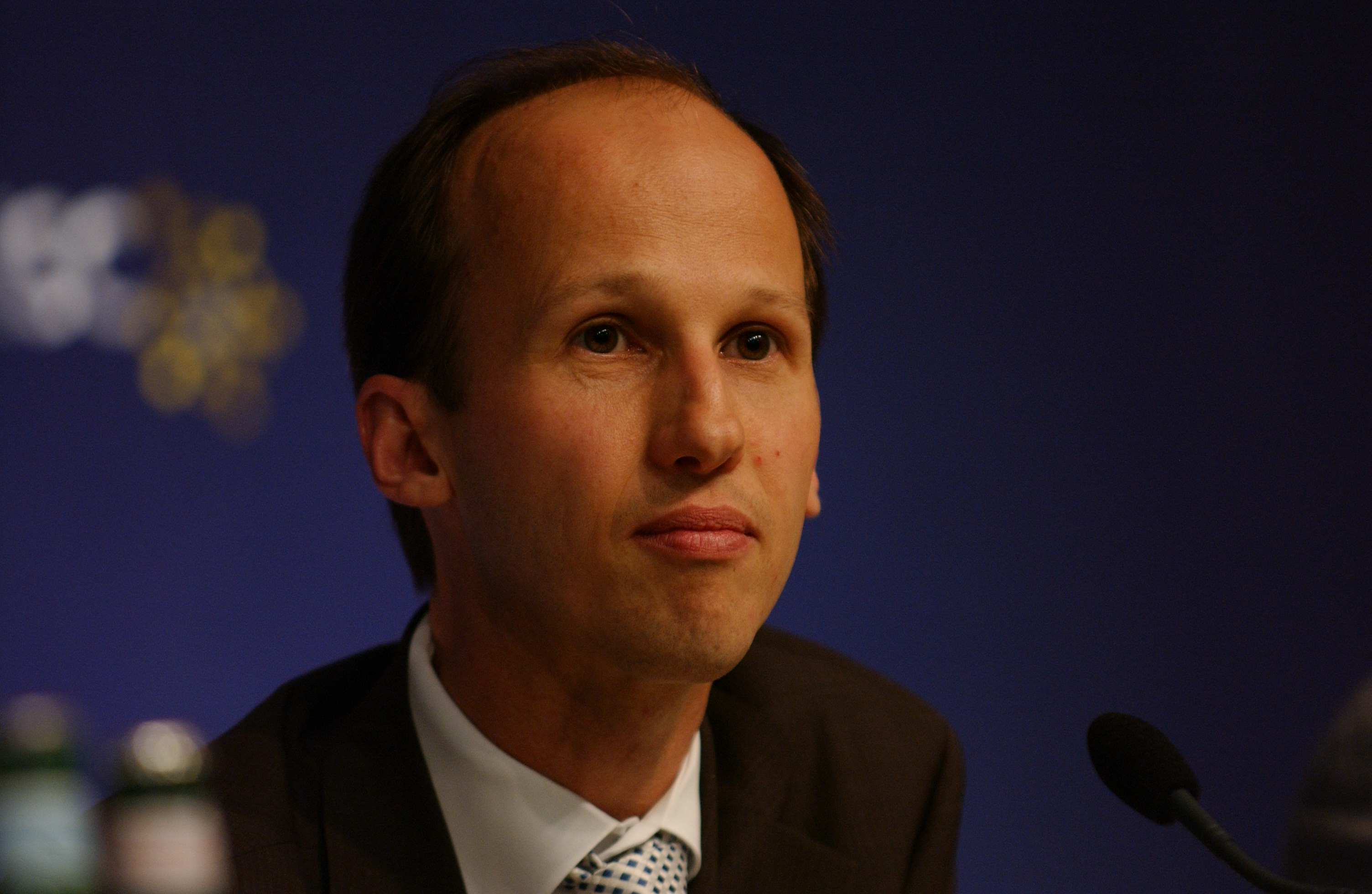
Oliver Gassmann

Oliver Gassmann (* 22. März 1967) ist ein schweizerisch-deutscher Wirtschaftswissenschaftler und Ordinarius für Technologie- und Innovationsmanagement an der Universität St. Gallen. Er ist Vorsitzender der Direktion des Instituts für Technologiemanagement (ITEM-HSG) und Mitgründer des Global Center for Entrepreneurship and Innovation (GCEI-HSG).

## Leben
Oliver Gassmann studierte ab 1988 Wirtschaftswissenschaften an der Universität Stuttgart-Hohenheim und promovierte 1997 an der Universität St. Gallen (HSG) zum Thema „Management von virtuellen F&E-Projekten“ mit höchster Auszeichnung. Im Anschluss war er von 1997 bis 2002 als Vice President Technology Management bei Schindler Aufzüge und Fahrtreppen tätig, wo er die Forschung und Vorentwicklung leitete. Im Jahr 2002 habilitierte er sich und wurde als Ordinarius an die Universität St. Gallen berufen. Seit 2007 leitet er das Institut für Technologiemanagement (ITEM-HSG).
Forschungsaufenthalte führten ihn 2007 an die University of California, Berkeley, 2012 an die Stanford University und 2016 an die Harvard Business School. Gassmann ist Mitgründer mehrerer Spin-offs, darunter das BMI Lab und die BGW Management Advisory Group sowie Avatarion Technology und GLORAD. Er hat auch mehrere Verwaltungsratsmandate inne, unter anderem bei Zühlke, Hoffmann Neopac AG und Weidmann Holding AG. Zudem ist er Mitglied des Institutsrates des Eidgenössischen Instituts für Geistiges Eigentum.
Er ist auch Schlagzeuger der Professorenband „No Business“, über die schon das Manager Magazin schrieb. Er ist verheiratet und Vater von drei erwachsenen Kindern.

## Forschung
Oliver Gassmanns Forschungsschwerpunkte liegen im Bereich des Technologie- und Innovationsmanagement. Zu Beginn seiner Karriere beschäftigte er sich intensiv mit der Internationalisierung von Forschung und Entwicklung(F&E) und gilt als einer der Wegbereiter des Konzepts der Open Innovation. Er arbeitete seit 2002 mit Industriekonsortien an umsetzbaren Wegen, die industrielle Forschung und Entwicklung zu öffnen. Bereits 2006 veröffentlichte er das erste Special Issue zu diesem Thema im Journal R&D Management.
Sein Werk The Business Model Navigator wurde zu einem internationalen Bestseller und in zahlreiche Sprachen übersetzt. Im Jahr 2021 wurde es für den International Business Book Award in Großbritannien nominiert.
Gassmanns Forschung ist empirisch fundiert und phänomengeleitet, oft in enger Zusammenarbeit mit der Industrie. Seine Arbeiten wurden in führenden Fachzeitschriften wie Research Policy, Journal of Product Innovation Management, R&D Management, IEEE Transactions on Engineering Management, Journal of Management und Long Range Planning veröffentlicht. In jüngerer Zeit widmete er sich zunehmend auch interdisziplinären Studien, die unter anderem im Journal of Cleaner Production, Journal of Translational Medicine, Drug Discovery Today und Nature Reviews Drug Discovery erschienen.
Mit einem h-index von 76 und fast 40.000 Zitierungen gehört Oliver Gassmann zu den einflussreichsten Wissenschaftlern seines Fachgebiets. Seine Arbeiten wurden zitiert in Forbes, Financial Times und Fokus.
Eine bibliografische Analyse von Pitt et al. (2021) identifizierte ihn als einen der führenden Wissenschaftler im Bereich Innovation und Produktentwicklung der letzten 20 Jahre. Er ist der einzige Wissenschaftler, der sowohl unter den zehn meistpublizierten Autoren als auch mit zwei Artikeln in den Top 10 der meistzitierten Arbeiten des Feldes vertreten ist.
Im Jahr 2023 wurde Gassmann von research.com als „Bester Wissenschaftler im Bereich Business & Management in der Schweiz“ ausgezeichnet. Er zählt zu den weltweit meistzitierten Forschern in den Bereichen Geschäftsmodelle und F&E-Management. 2024 wurde er in der Stanford University 2024 Liste der „World's Top 2% Scientists“ aufgeführt.

## Auszeichnungen
- 2024: World's Top 2 % Scientists, Stanford University Liste[36]
- 2023: Teaching Innovation Award der School of Management der Universität St. Gallen[37]
- 2021: Meist zitierter Forscher in ‘R&D Management’ (Google Scholar)
- 2020: Impact Award der Universität St. Gallen
- 2017: Gruppe der einflussreichsten Ökonomen Deutschlands (Forschung, F.A.Z.)
- 2015: Citation of Excellence Award der Emerald Group
- 2014: Scholary Impact Award des Journal of Management
- 2014: Auszeichnung zum Top Forscher weltweit durch die IAMOT (Washington, USA)
- 2013: Rigor & Relevance Award in Business Innovation (Universität St. Gallen)
- 2011: Scientific Impact Award in Business Innovation (Universität St. Gallen)
- 2009: Auszeichnung zum Top Forscher weltweit durch die IAMOT (Orlando, USA)
- 2009: Rigor & Relevance Award in Business Innovation (Universität St. Gallen)
- 1998: Verleihung des RADMA-Prize, Manchester (UK)

## Publikationen
- Bömelburg, R.; Gassmann, O. (2023). Collaborative advantage: How Open Organizations Thrive in Volatility. Palgrave Macmillan. ISBN 978-3-031-36305-4[38]
- Schuhmacher, A., Hinder, M., Dodel, A., Gassmann, O. & Hartl, D. (2023). Investigating the origins of recent pharmaceutical innovation. Nature Reviews Drug Discovery, 22(10), 781–782. https://doi.org/10.1038/d41573-023-00102-z
- Gassmann, O., Frankenberger, K. & Choudury, M. (2020). The business model navigator: The Strategies Behind the Most Successful Companies. FT Publishing International. ISBN 978-1-292-32712-9.[39]
- Gassmann, O., Enkel, E. & Chesbrough, H. (2010). The future of open innovation. R And D Management, 40(3), 213–221. https://doi.org/10.1111/j.14679310.2010.00605.x
- Keupp, M. M., & Gassmann, O. (2009). The Past and the Future of International Entrepreneurship: A Review and Suggestions for Developing the Field. Journal of Management, 35(3), 600-633. https://doi.org/10.1177/0149206308330558